# شهرستان سانتا باربارا (کالیفرنیا)
شهرستان سانتا باربارا (به انگلیسی: Santa Barbara County) نام یک شهرستان در ایالت کالیفرنیا در آمریکا است.